# الوداد الرياضي لبلكور
لوداد الرياضي لبلكور، نادي كرة قدم جزائري تأسس عام 1948 في حي بلكور في الجزائر، وكان مقره مقهى الجران بولفار في شارع ليون نال بطولة الجزائر العاصمة 1949-1950 كان يتدرب في ملعب فوايي سيبفيك و سبق ليحيى سعدي و مفتاح في تدريبه بينما تولى رئاسته وقتها بوقيدة جلول.
بعد استقلال الجزائر سنة 1962, اندمج مع فريق اتلتيك بلكور, لأنشاء الشباب الرياضي لبلكور.